# Мајкл Бадалуко
Мајкл Бадалуко (енгл. Michael Badalucco; Бруклин, Њујорк, 20. децембар 1954), амерички је позоришни, филмски и ТВ глумац и продуцент.
Бадалуко је најпознатији по улози Џимија Берлутија у дуготрајној телевизијској серији Адвокатура, у којој је глумио од 1997. до 2004. године, током целог приказивања. Године 1999. освојио је Еми награду за најбољу споредну мушку улогу у драмској серији за свој наступ у серији.
Појавио се у више од четрдесет играних филмова током своје каријере, од којих су најзначајнији Бесани у Сијетлу (1993), Леон - Професионалац (1994), Једног лепог дана (1996), Стигла вам је пошта (1998), Семово лето (1999), О, брате, где си? (2000) и Човек који није био ту (2001). Након завршетка серије Адвокатура, до 2010. је већ играо мању улогу у дневној сапуници Млади и немирни. Појавио се и у серији Царство порока (2010).